# 이온 크러치우네스쿠
이온 크러치우네스쿠(루마니아어: Ion Crăciunescu, 1950년 9월 27일 ~ )는 루마니아의 전직 축구 선수이자 전직 축구 심판으로 대한민국과 북한과의 1994년 FIFA 월드컵 아시아 지역 최종 예선 마지막 경기의 주심을 맡기도 했다.